# ブライアン・イースデイル
ブライアン・イースデイル（Brian Easdale, 1909年8月10日 - 1995年10月30日）は、イギリスの作曲家。

## 人物
マンチェスター出身。ウェストミンスター寺院付属音楽学校と王立音楽大学で学んだ。
オペラ作品に『ラプンツェル』（1927年）、『トウモロコシの王』（1935年、初演は1950年）、『眠る子どもたち』（1951年）などがあり、管弦楽作品には『オーケストラのための5つの小品』、『6つの詩』、『交響詩』などがある。合唱の分野では『ミサ・コヴェントレンシス』などの作品を残している。
また映画音楽も数多く手がけ、『黒水仙』（1947年）や『赤い靴』（1948年）などマイケル・パウエルとエメリック・プレスバーガーの監督作品の音楽で知られている。特に『赤い靴』ではイギリス人として初めてアカデミー作曲賞を受賞した。